# Bereitschaftsparallelbetrieb
Der Bereitschaftsparallelbetrieb in Gleichstromanlagen ist ein Parallelbetrieb von Gleichrichtern, Akkumulatoren und der Verbraucheranlage. Im Normalbetrieb versorgt der Gleichrichter die Verbraucher kontinuierlich mit elektrischer Energie. Gleichzeitig wird der Akkumulator permanent mit einer kleinen Strommenge gespeist, um die Selbstentladungsverluste (Erhaltungsladung) auszugleichen, wodurch er jederzeit mit voller Kapazität zur Verfügung steht. Die Gleichrichter sind in ihrer Leistung so ausgelegt, dass sie ständig den vollen Verbraucherstrom führen können. Die Kapazität der zum Einsatz kommenden Akkus richtet sich nach den Erfordernissen der Anlagenbetreiber. Eine Belastung der Akkus erfolgt nur bei Laststößen, die den Nennstrom des Gleichrichters überschreiten, bei Umstellung auf eine andere Betriebsart (z. B. Netzersatzbetrieb) sowie bei Ausfall der Netzeinspeisung. Bei Netzausfall werden die Verbraucher unterbrechungsfrei vom Akku über eine bestimmte Zeit allein weiterversorgt. Ein Umschalten ist nicht erforderlich.
Werden Gleichstromverbraucher bei Ausfall der Netzversorgung automatisch oder von Hand auf den Akkumulator umgeschaltet, spricht man von einem Umschaltbetrieb. Dabei unterscheidet man: 
Umschaltbetrieb mit Unterbrechung
In diesem Fall kommt es zu einer kurzzeitigen Unterbrechung der Stromversorgung in der Verbraucheranlage.
Umschaltbetrieb ohne Unterbrechung
Hier erfolgt die Umschaltung vom Gleichrichter auf den Akkumulator unterbrechungsfrei.
Eine spezielle Art des Bereitschaftsparallelbetriebes ist der Pufferbetrieb. Bei dieser Betriebsart dient der geladene Akku zur Spannungshaltung bzw. zur Spitzenlastabdeckung bei Übersteigung der Nennleistung des Gleichrichters. Gleichrichter im Pufferbetrieb müssen regelbar sein, um in Zeiten geringer Leistungsabnahme den Akkumulator wieder aufzuladen.
Bedingt durch die Kapazität der Akkuanlage können die Verbraucher nicht unbegrenzt über sie versorgt werden. Es sind daher umgehend Maßnahmen einzuleiten, die Ursache eines Netzausfalls zu ermitteln. Um längere Netzausfallzeiten zu vermeiden, stehen in wichtigen Anlagen Notstromaggregate zur Verfügung, die entweder manuell gestartet werden oder, wie häufig in öffentlichen Einrichtungen, vollautomatisch in Betrieb gehen. Diese Netzersatzanlagen übernehmen dann die Versorgung der Anlagen.
Die automatische Umschaltung des Notstromaggregats bietet dabei mehrere Vorteile. Sie überwacht das Netz permanent und startet das Notstromaggregat automatisch bereits wenige Sekunden nach dem Stromausfall, auch wenn sich niemand vor Ort befindet. Sobald die Netzversorgung wieder verfügbar ist, schaltet sich das Aggregat selbstständig ab. Dabei ist es wichtig, dass solche Notstromaggregate mit Elektrostart ausgestattet sind, da ein Seilstart mit automatischer Umschaltung nicht kompatibel ist. Außerdem sind regelmäßige Probeläufe notwendig, um die Funktionsfähigkeit des Stromerzeugers sicherzustellen.
Der Bereitschaftsparallelbetrieb ist neben dem Pufferbetrieb und der unterbrechungsfreien Stromversorgung die am häufigsten verwendete Betriebsart für die Sicherstellung einer zuverlässigen Stromversorgung wichtiger Verbraucher in kritischen Bereichen, wie Krankenhäusern, Chemiebetrieben oder Kraftwerken.